# روثا
الروثا (الاسم العلمي: Salsola) جنس نباتي يتبع الفصيلة القطيفية. يضم جنس الروثا 100-130 نوعاً من النباتات ذات الأهمية الرعوية في المناطق الجافة.

## من أنواعها
- الروثا الأردنية (الاسم العلمي: Salsola jordanicola) في المشرق العربي
- الروثا دائرية الأوراق (الاسم العلمي: Salsola cyclophylla) في المشرق العربي ومصر
- الروثا البرقاوية (الاسم العلمي: Salsola cyrenaica) في المغرب العربي
- الروثا الجزائرية (الاسم العلمي: Salsola algeriensis) في المغرب العربي
- روثا الخذراف أو الخذراف (الاسم العلمي: Salsola volkensii)
- الروثا الدودية (الاسم العلمي: Salsola vermiculata)
- الروثا الزرقاء (الاسم العلمي: Salsola azaurena) في المشرق العربي
- روثا ستوكسية (الاسم العلمي: Salsola stocksii)
- الروثا الشلالية (الاسم العلمي: Salsola chellalensis) في المغرب العربي
- الروثا الصليبية (الاسم العلمي: Salsola cruciata) في المغرب العربي
- الروثا العنقودية (الاسم العلمي: Salsola glomerata) في المغرب العربي
- الروثا الفرانكنية (الاسم العلمي: Salsola frankenioides) في المغرب العربي
- الروثا القرميدية (الاسم العلمي: Salsola imbricata) في المشرق العربي والمغرب العربي ومصر
- الروثا قصيرة الأوراق (الاسم العلمي: Salsola brevifolia) في المغرب العربي
- الروثا القلوية (الاسم العلمي: Salsola kali)
- الروثا متقابلة الأوراق (الاسم العلمي: Salsola oppositifolia)
- الروثا مدببة الأوراق (الاسم العلمي: Salsola acutifolia)
- الروثا المشرقية (الاسم العلمي: Salsola orientalis) في المشرق العربي
- الروثا المغربية (الاسم العلمي: Salsola gaetula) في المغرب العربي والمشرق العربي ومصر